# エドワード・ベアリング (初代レヴェルストーク男爵)

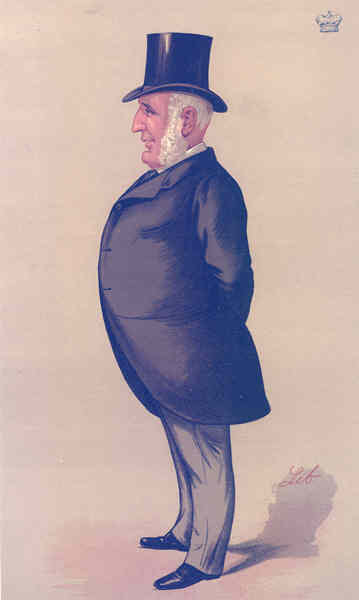
1888年9月にバニティ・フェア誌に描かれたレヴェルストーク卿の似顔絵

初代レヴェルストーク男爵エドワード・チャールズ・ベアリング（英: Edward Charles Baring, 1st Baron Revelstoke、1828年4月13日 - 1897年7月17日）は、イギリスの銀行家、貴族。
ベアリング財閥の一門で19世紀後半にベアリングス銀行の経営にあたっていたが、無謀な南米進出を行って大きな損害を被った。

## 経歴
1828年4月13日、ベアリングス銀行の創立者初代準男爵フランシス・ベアリングの三男ヘンリー・ベアリングとその妻セシリア(旧姓ウィンダム)の間の次男としてロンドンに生まれる。
ラグビー校で学ぶ。
ベアリングス銀行の経営を見ていた従兄弟トマス・ベアリングが1873年に死去すると彼とラッセル・スタージスが経営を主導する立場となった。1879年から1891年にかけてはイングランド銀行理事にも就任する。
1885年6月30日には連合王国貴族爵位レヴェルストーク男爵に叙せられた。
男爵に叙された頃からベアリングス銀行内の経営主導権を強め、南米への無謀な事業拡大を推進した。とりわけアルゼンチン、ウルグアイ、チリへの進出に熱心でブエノスアイレス上下水道会社に多額のローンを行った。しかし1890年の革命の影響でアルゼンチンは利払い不能に陥ったため、ベアリングス銀行は破産の危機に瀕した。
イングランド銀行総裁ウィリアム・リダーデールはベアリングス銀行の破産はシティの破産につながるとして救済に動き、他の銀行からの支援基金を取り付けてくれたおかげでベアリングス銀行は何とか経営を立て直すことができた。
1897年7月17日にロンドン・メイフェア・チャールズ通りで死去した。爵位は生存している最年長の男子ジョン・ベアリングが継承した。

## 栄典

### 爵位
1885年6月30日に以下の爵位を新規に叙される。
- デヴォン州におけるメンブランドの初代レヴェルストーク男爵 （1st Baron Revelstoke, of Membland in the County of Devon）
(勅許状による連合王国貴族爵位)

## 家族
ルイーザ・ブルティール(1839-1892)と結婚し、彼女との間に以下の10子を儲ける
- 長男アーサー・ベアリング (1862) ： 夭折
- 次男ジョン・ベアリング（英語版） (1863-1929) ： 第2代ベアリング男爵位を継承
- 三男セシル・ベアリング (1864-1934) ：第3代ベアリング男爵位を継承
- 四男エバラード・ベアリング（英語版） (1865-1932) ： 陸軍少将
- 長女エリザベス・ベアリング (1867-1944) ： 第5代ケンマレ伯爵（英語版）ヴァレンティン・ブラウン（英語版）と結婚
- 次女マーガレット・ベアリング (1868-1906) ： 第6代スペンサー伯爵チャールズ・スペンサーと結婚
- 三女スーザン・ベアリング (1870-1961) ： 初代準男爵ジェイムズ・リード（英語版）と結婚
- 五男モーリス・ベアリング（英語版） (1874-1945) ： 作家、陸軍少佐
- 六男ヒューゴ・ベアリング (1876-1949) ： 陸軍少佐
- 七男ルパート・ベアリング (1878-?)